# George S. Robertson
George Stuart Robertson (Londres,25 de maio de 1872 - Londres,29 de janeiro de 1967) foi um atleta e tenista britânico. Medalhista olímpico de bronze, fez dupla com Edwin Flack, em 1896.